# Exoprosopa cleomene
Exoprosopa cleomene är en tvåvingeart som beskrevs av Egger 1859. Exoprosopa cleomene ingår i släktet Exoprosopa och familjen svävflugor. Inga underarter finns listade i Catalogue of Life.